# Quadro de medalhas dos Jogos Pan-Americanos de 2019
O quadro de medalhas dos Jogos Pan-Americanos de 2019 é uma lista que classifica os CONs das Américas de acordo com o número de medalhas (ouro, prata e bronze) conquistadas nos jogos realizados em Lima, no Peru.

## O quadro
O quadro de medalhas está classificado de acordo com o número de medalhas de ouro, estando as medalhas de prata e bronze como critérios de desempate em caso de países com o mesmo número de ouros.
No badminton, boxe, judô, caratê, raquetebol, taekwondo, tênis de mesa e no wrestling foram entregues duas medalhas de bronze em todos os eventos. Isso também aconteceu em alguns eventos no boliche, esgrima e squash. Assim, o número de medalhas de bronze foi maior do que o número de medalhas de ouro e prata.
Atualizado em 15h 16min de 21 de outubro de 2023 (UTC)
     País sede destacado.
| Ordem | País                         | Medalha de ouro | Medalha de prata | Medalha de bronze |       |
| ----- | ---------------------------- | --------------- | ---------------- | ----------------- | ----- |
| 1     | USA Estados Unidos           | 122             | 87               | 84                | 293   |
| 2     | BRA Brasil                   | 54              | 45               | 70                | 169   |
| 3     | MEX México                   | 37              | 39               | 62                | 138   |
| 4     | CAN Canadá                   | 35              | 65               | 52                | 152   |
| 5     | ARG Argentina                | 33              | 33               | 34                | 100   |
| 6     | CUB Cuba                     | 33              | 28               | 39                | 100   |
| 7     | COL Colômbia                 | 27              | 24               | 31                | 82    |
| 8     | CHI Chile                    | 13              | 19               | 18                | 50    |
| 9     | DOM República Dominicana     | 11              | 12               | 17                | 40    |
| 10    | PER Peru                     | 11              | 7                | 23                | 41    |
| 11    | ECU Equador                  | 10              | 7                | 15                | 32    |
| 12    | VEN Venezuela                | 9               | 14               | 20                | 43    |
| 13    | JAM Jamaica                  | 6               | 6                | 7                 | 19    |
| 14    | PUR Porto Rico               | 5               | 5                | 14                | 24    |
| 15    | ESA El Salvador              | 3               |                  | 1                 | 4     |
| 16    | GUA Guatemala                | 2               | 9                | 8                 | 19    |
| 17    | TTO Trinidad e Tobago        | 1               | 7                | 3                 | 11    |
| 18    | PAR Paraguai                 | 1               | 3                | 1                 | 5     |
| 19    | BOL Bolívia                  | 1               | 2                | 2                 | 5     |
| 20    | GRN Granada                  | 1               | 1                |                   | 2     |
| 21    | CRC Costa Rica               | 1               |                  | 4                 | 5     |
| 22    | LCA Santa Lúcia              | 1               |                  | 1                 | 2     |
| 23    | BAR Barbados                 | 1               |                  |                   | 1     |
|       | IVB Ilhas Virgens Britânicas | 1               |                  |                   | 1     |
| 25    | URU Uruguai                  |                 | 4                | 4                 | 8     |
| 26    | ANT Antígua e Barbuda        |                 | 1                | 2                 | 3     |
| 27    | HON Honduras                 |                 | 1                | 1                 | 2     |
| 28    | PAN Panamá                   |                 |                  | 4                 | 4     |
| 29    | NCA Nicarágua                |                 |                  | 3                 | 3     |
| 30    | ARU Aruba                    |                 |                  | 1                 | 1     |
|       | BAH Bahamas                  |                 |                  | 1                 | 1     |
| TOTAL | TOTAL                        | 419             | 419              | 523               | 1 361 |

## Mudanças no quadro de medalhas

### Por doping
- PUR Juan Pérez Faure um dos membros da dupla porto-riquenha que havia ganhado a medalha de ouro na prova do Boliche - Duplas masculinas deu positivo para a substância proibida: Clortalidona e consequentemente a dupla porto-riquenha foi desqualificada e perdeu a medalha de ouro, que foi repassada aos Estados Unidos, a medalha de prata repassada para a Colômbia e a medalha de bronze herdada pelo México. [2]